# 枫泾路
枫泾路是位於中國上海市黃浦區中山东二路至人民路之間的道路，全长173公尺。

## 歷史
枫泾路曾經是片弹街路面。1937年之前，道路曾名為福建路。後來以楓涇鎮的名字命名為楓涇路。
2020年6月6日至2021年1月3日期間，楓涇路每周五晚19:00至周一凌晨5:00成為分時段步行街，並且加冠名稱外滩枫径，名稱來自外滩风景諧音，該步行街由BFC外滩金融中心參與建設。营业时间为每周六、周日10:00-22:00。，也是外灘區域首個分時段步行街。
日後外滩枫径又於2021年5月、2022年8月相繼開業。和第一次一樣，外滩枫径會在開業數月後再關閉。2025年1月4日至2028年1月3日的每周五19时至次周周一5时以及国定节假日假期前一日19时至假期结束次日5时期間，枫泾路再次劃分為分時段步行街。